# Hirschland
Hirschland ist eine französische Gemeinde mit 297 Einwohnern (Stand 1. Januar 2021) im Département Bas-Rhin in der Europäischen Gebietskörperschaft Elsass und in der Region Grand Est. Sie gehört zum Kanton Ingwiller.

## Geografie
Hirschland liegt im Krummen Elsass, 54 Kilometer nordwestlich von Straßburg, zwölf Kilometer nordöstlich von Sarrebourg und sieben Kilometer südwestlich des Kantonshauptorts Drulingen, zwischen den Nachbargemeinden Baerendorf im Westen, Eschwiller im Nordosten und Rauwiller im Süden. Die Isch fließt durch das Gemeindegebiet.

## Geschichte
Hirschland war schon in gallo-römischer Zeit (52 v. Chr. bis 5. Jahrhundert) besiedelt. 1897 wurden eine Villa rustica und ein Basrelief entdeckt. Das Relief ist 1,57 Zentimeter hoch, 52 Zentimeter breit und 37 Zentimeter tief; es wird „Herkules von Drulingen“ (Hercule de Drulingen) genannt und steht im archäologischen Museum von Straßburg (Musée archéologique).
Die Ortschaft wurde im 9. Jahrhundert als Hirselanden erstmals urkundlich erwähnt. Es wird angenommen, dass damals bevorzugt Hirse angebaut wurde. Die Mundartform von Hirse lautet Hirsche. Das Gemeindewappen zeigt als redendes Wappen einen Hirsch. Im Mittelalter bis zur Reformation (1557) war Hirschland ein Wallfahrtsort zur Verehrung des Heiligen Adelphus (4. bis 5. Jahrhundert). Der Ort gehörte zur Grafschaft Saarwerden und kam 1527 mit dieser zu Nassau-Saarbrücken. Im Dreißigjährigen Krieg vor allem von 1629 bis 1648 wurde die Ortschaft verwüstet. Viele Familien flohen vorübergehend nach Straßburg.
Nach dem Frieden von Rijswijk im Jahr 1697 machten sich viele Schweizer Siedler, vor allem aus dem Kanton Bern, in Hirschland ansässig. Um 1730 begann eine Auswanderungswelle; viele Hirschlander wanderten nach Nordamerika, besonders nach Pennsylvania, oder nach Osteuropa aus. 1745 verblieb Hirschland bei der Realteilung der Grafschaft Saarwerden bei Nassau-Saarbrücken und wurde dem Oberamt Harskirchen unterstellt. 1793 fiel die Ortschaft an Frankreich. Im Zuge der Französischen Revolution erhielt sie den Status einer Gemeinde (als Herschland) und 1801 das Recht auf kommunale Selbstverwaltung (unter dem heutigen Ortsnamen). Von 1871 bis zum Ende des Ersten Weltkrieges gehörte Hirschland als Teil des Reichslandes Elsaß-Lothringen zum Deutschen Reich und war dem Kreis Zabern im Bezirk Unterelsaß zugeordnet.

### Bevölkerungsentwicklung
| Jahr      | 1910 | 1962 | 1968 | 1975 | 1982 | 1990 | 1999 | 2007 | 2017 |
| Einwohner | 577  | 291  | 332  | 329  | 284  | 286  | 340  | 319  | 324  |

## Wappen
| Wappen der Gemeinde Hirschland | Blasonierung: „In Silber ein schreitender roter Hirsch auf grünem Schildfuß.“ |
| Wappen der Gemeinde Hirschland |                                                                               |

## Sehenswürdigkeiten

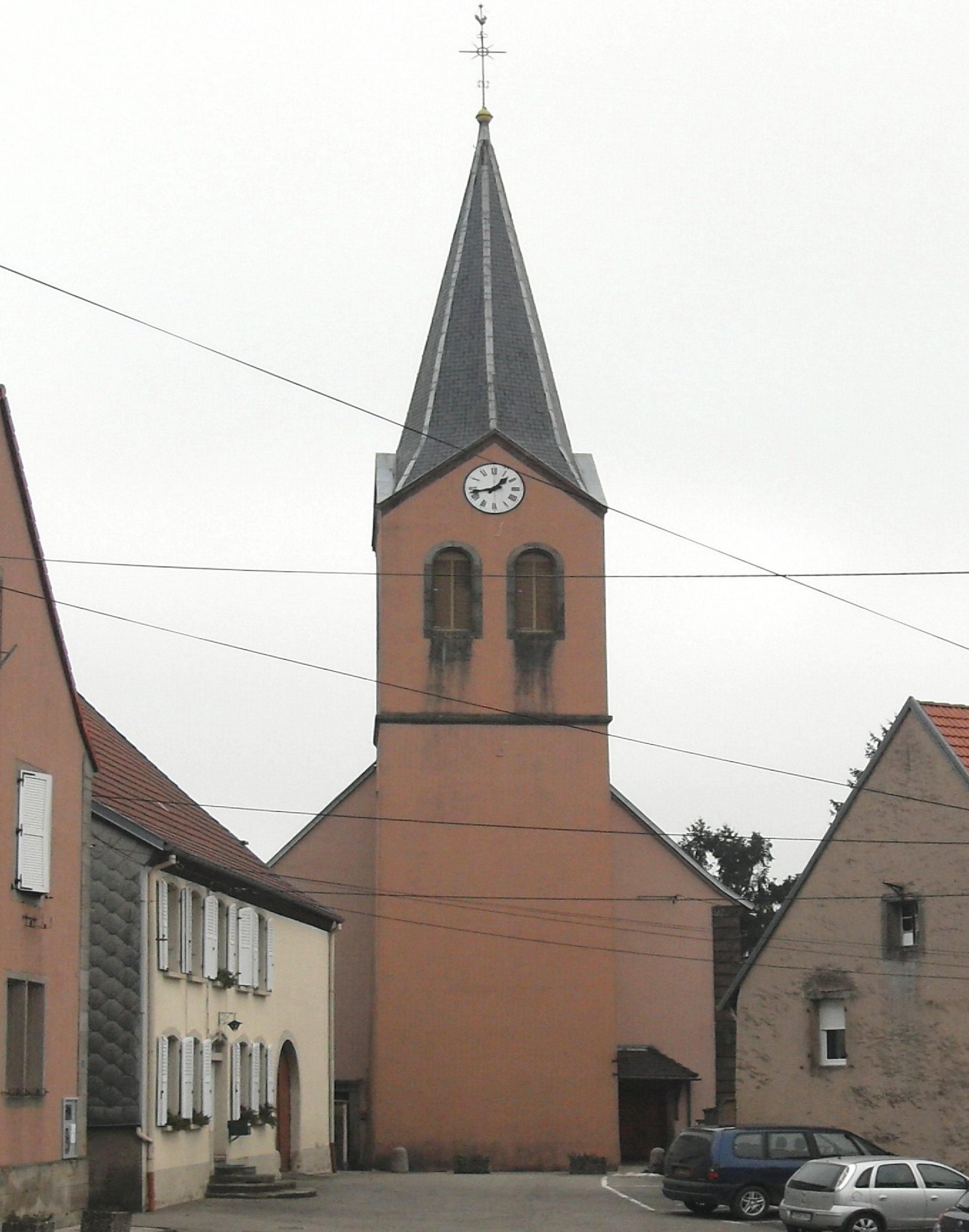
Evangelisch-lutherische Kirche

Das Kirchenschiff der evangelisch-lutherischen Kirche in Hirschland wurde 1755 nach den Plänen des Architekten Friedrich Joachim Stengel erbaut (1694–1787). Der Glockenturm der Kirche stammt aus dem 16. Jahrhundert.
Die Ober- und Untermühle sind zwei ehemalige Getreidemühlen. Die Untermühle wurde 1860 gebaut und war bis 1945 in Betrieb. Die Obermühle wurde 1823 gebaut und war bis 1897 als Mühle in Betrieb, danach wurde sie in ein Sägewerk und eine Anlage zur Steinzerkleinerung umfunktioniert. Sie war bis 1965 in Betrieb.

## Wirtschaft und Infrastruktur
Wichtige Erwerbszweige der Hirschlandais sind Ackerbau und die Zucht von Hausrindern, Hausschweinen und Hauspferden. Es gibt eine Molkereigenossenschaft vor Ort.

### Verkehr
Durch das Gemeindegebiet verläuft die Autoroute A 4 (Autoroute de l’Est).